# السمكة (تعمية)

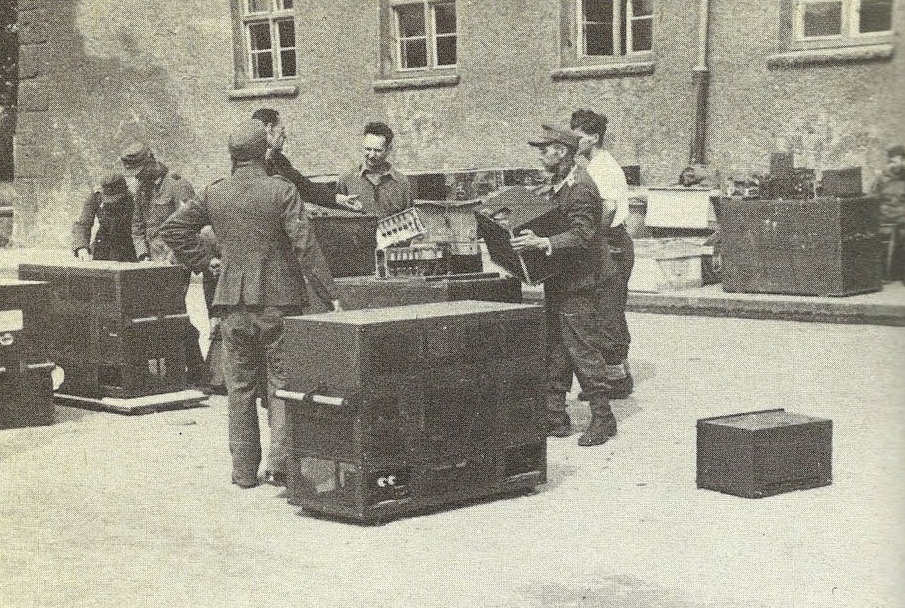

السمكة (بالإنجليزية: FISH)‏، وتُلفظ فيش، هو الاسم الرمزي الذي أطلقته المدرسة الحكومية للترميز والتعمية في حديقة بلتشلي في المملكة المتحدة على أي معمي تدفق ألماني. كانت القيادة العليا الألمانية ومجموعة الجيش في ساحة المعركة يتبادلون البيانات فيما بينهم عن بعد باستخدام المبرقة الكاتبة، لذلك كان لاستخراج المعمى المُتبادل قيمة استخباراتية وإستراتيجية هامة للحلفاء. كانت البيانات تمر عادة عبر الخطوط الأرضية، لكن مع توسع حركة القوات الألمانية ووصولها إلى خارج أوروبا الغربية، اضطر الألمان للجوء إلى البث اللاسلكي.
كشفت عملية استخراج معمى آلة إنغما في حديقة بلتشلي أن الألمان أطلقوا على أحد أنظمة الإرسال اللاسلكية الخاصة بهم اسم (سمكة المنشار) تلفظ (سيجفيش) بالألمانية، ما أدى إلى إطلاق علماء التعمية البريطانيين تسمية السمكة على حركة مرور البيانات الألمانية المعماة عبر البرق اللاسلكي. سُميت أول طريقة تواصل لم تستخدم ترميز مورس بالاسم الرمزي (سمكة التونة)، وكانت تُلفظ «توني».

## التاريخ
```
بدأت محطات «واي Y» اللاسلكية 
البريطانية
، ومحطات استقبال البيانات الناتجة عن فك ترميز مورس المعمَّى 
بآلة إنجما
، بتلقي بيانات لا تستخدم ترميز سميت في البداية نومو.
[
6
]
 كانت نومو 1 طريقة تواصل الجيش الألماني بين برلين وأثينا، ونومو 2 طريقة تواصل مؤقت للقوات الجوية بين برلين وكونيغسبرغ. كشف الخط الموازي لنومو 2 المُعمَّى بآلة إنجما، والذي كانت تطلع عليه المدرسة الحكومية للترميز والتعمية في حديقة بلتشلي، أن الألمان أطلقوا على أنظمة الإرسال اللاسلكية باستخدام المبرقة الكاتبة اسم سمكة المنشار، ما دفع البريطانيين إلى تسمية الآلة رمزياً بالسمكة وبياناتها المعماة بسمكة التونة.
[
7
]
```

سميت أداة التعمية وفكها غيهايمشرايبر (بمعنى كاتب سري بالألمانية) واستخدمت تعمية بالإعاضة مثل آلة إنجما. كان المبرقة الكاتبة تستخدم في رموزها أبجدية الإبراق الدولية رقم 2 - تعديل موري لتزميز بودوت 5-بت.
عندما غزا الألمان روسيا في الحرب العالمية الثانية، بدؤوا يتبادلون نوعًا جديدًا من الرسائل المُعمَّاة لنقل البيانات بين القيادة العامة المركزية والقيادة العامة في ساحة المعركة. كانت عمليات النقل تعرف في حديقة بلتشلي باسم السمكة. استخدم الجيش الألماني هذه التعمية لتأمين التواصل بين السلطات العليا في برلين وكبار المسؤولين في الجيش الألماني في ساحة المعركة. احتوت النصوص المعماة التي اعترضها موظفو حديقة بلتشلي على مناقشات وأوامر وتقارير عن الوضع والعديد من التفاصيل حول نوايا الجيش الألماني. ومع ذلك، كانت عمليات استخراج المُعمَّى فائقة الصعوبة لدرجة أن الرسائل لم تصبح قابلة للقراءة إلا بعد عدة أيام حتى بمساعدة حاسوب كولوسس عالي السرعة.

## أسماء رموز البيانات

### توني (سمك التونة)
سُمي رابط نومو 1 في البداية باسم توني (أي سمك التونة)، وهو الاسم الذي استُخدم في آلات لورنز إس زد 40/42  ونظائرها في حديقة بلتشلي. تغير اسم نومو 1 لاحقًا إلى كودفيش. راقبت محطة «واي Y» عددًا كبيرًا من روابط توني في قرية نوكهولت وأعطت أسماءً لشيفرة فيش. نُقلت معظم هذه الرسائل بين القيادة العليا للفيرماخت في برلين وقادة الجيش الألماني في جميع أنحاء أوروبا المحتلة. كشفت عملية فك رموز شيفرة لورينز في حديقة بلتشلي عن معلومات استخباراتية هامة، بدايةً بواسطة آلة تسمى هيث روبنسون ثم لاحقًا باستخدام حاسوب كولوسس.
كشفت عملية استخراج مُعَمَّى سمكة التونة عن معلومات استخبارية هامة جدًا. كتب مستخرج المُعمَّى في الجيش الأمريكي الذي كان يعمل في حديقة بلتشلي، والتر جاكوبس، في تقرير رسمي عن عملية استخراج مُعَمَّى سمكة التونة إنه في مارس عام 1945 «استخراج مُعَمَّى سمكة التونة لخمسة ملايين رسالة معماة منقولة تحتوي على معلومات استخباراتية هامة».

### سمك الحفش: ستورجن
أُطلق هذا الاسم على حركة البيانات المشفرة بواسطة آلة سيمنز وهالسكي 52 غيهايمشرايبر. في مايو عام 1940، بعد الغزو الألماني للنرويج، استخدم عالم الرياضيات والتعمية السويدي آرني بورلينغ حركة البيانات التي اعترضتها خطوط الإبراق التي مرت عبر السويد لكسر هذا هذه التعمية. على الرغم من أن حديقة بلتشلي استخرجت مُعمَّى ستورجن، فإن القيمة المنخفضة نسبيًا للمعلومات الاستخباراتية التي حصلوا عليها، مقارنة بالجهد المبذول، تعني أنهم لم يقرؤوا كثيرًا من بياناتها.

### الدَّرَّاسة: ثراشر
أُطلق هذا الاسم على حركة البيانات المعماة بواسطة آلة غيهايمشرايبر التي تستخدم لوحة المرة الواحدة: سيمنز تي 43. استُخدمت هذه الطريقة فقط على عدد محدود من الدوائر وفي المراحل اللاحقة من الحرب وكُشفت في حديقة بلتشلي، لكن اعتُبرت البيانات المعماة غير قابلة للكسر.
0